# Patrycja Pożerska
Patrycja Pożerska (ur. 12 lipca 1984 w Szczecinie) – była polska piłkarka występująca na pozycji pomocniczki.
Największe sukcesy odniosła grając w AZS Wrocław, z którym w latach 2001–2007 siedmiokrotnie sięgała po mistrzostwo Polski, trzykrotnie po Puchar Polski (2002/03, 2003/04, 2006/07), a jeden raz była jego finalistką (2001/02). Spośród pierwszych sześciu edycji Pucharu UEFA kobiet nie wystąpiła jedynie w trzeciej, rozgrywając w nim łącznie 19 spotkań i zdobywając 15 bramek.
W latach 1999–2002 rozegrała 20 meczów w kadrze U-19, strzelając w nich 8 bramek. W seniorskiej reprezentacji Polski zadebiutowała 23 maja 2001 w serbskim Čelarewie, w przegranym 1:0 towarzyskim meczu przeciwko Serbii i Czarnogórze. Łącznie w latach 2001–2016 w kadrze narodowej rozegrała 84 spotkania, w których zdobyła 23 gole.